# 352e compagnie autonome de chars de combat
La 352e compagnie autonome de chars de combat est une unité de l'armée française formée en juin 1940 avec des chars B1 bis neufs et des équipages de la 3e compagnie du 46e bataillon de chars de combat. Elle est rattachée au corps de cavalerie.

## Ordre de bataille
La compagnie est organisée en trois sections de trois chars, plus le char du capitaine  :
- Capitaine : B1 bis no 502 Morvan[3]
- 1re section : B1 bis no 540[4], B1 bis no 541 Bayard[5], B1 bis no 542 Auvergne[6]
- 2e section : B1 bis no 543 St Georges[7], B1 bis no 544[8], B1 bis no 857 Chasseur Chichera[9]
- 3e section : B1 bis no 737 Charlemagne[10], B1 bis no 738 Roland[11], B1 bis no 740 Olivier[12]

Chaque char porte, peint sur sa tourelle, un chiffre qui indique son numéro d'ordre dans la compagnie : 0 pour le char du capitaine, 1 pour le 1er char de la 1re section (le B1 bis Morvan) jusqu'à 9 pour le 3e char de la 3e section (l'Olivier). Les tourelles portent aussi un triangle blanc avec une cocarde.

## Histoire
Les équipages de la 3/46e BCC quittent leur unité le 3 juin 1940. Ils laissent leurs trois derniers chars à la 1/46e BCC pour percevoir leurs chars à Satory le 7 juin. La compagnie est renommée 352e CACC le 9. Elle est affectée au corps de cavalerie le lendemain.
La compagnie combat à Pacy-sur-Eure le 11 juin,,,,,, attaquant en direction de Vernon avant de se replier. Elle combat ensuite à Chalonnes-sur-Loire le 20 juin,,, puis à Luché-Thouarsais le 22,.
Ayant perdu leurs derniers chars, les hommes de la 352e CACC se replient ensuite dans leurs véhicules de soutien. La colonne se scinde au fur et à mesure des déplacements, chaque groupe ainsi formé partant en retraite dans une direction différente, amalgamé à d'autres unités.